# مامادو سیلا
مامادو سیلا (انگلیسی: Mamadou Sylla؛ زادهٔ ۲۰ مارس ۱۹۹۴) بازیکن فوتبال اهل سنگال است که در پست مهاجم برای باشگاه رئال وایادولید اسپانیا بازی می‌کند.